# Utopía pirata
Las utopías piratas fueron descritas por el ensayista Peter Lamborn Wilson (o Hakim Bey) en su libro de 1995, Utopías piratas: corsarios moros, y renegados europeos, y en su ensayo Zonas autónomas temporales, como islas secretas que alguna vez se usaron para satisfacer necesidades de piratas, que eran formas tempranas de "minisociedades" autónomas, que existían fuera del alcance de reinos y gobiernos. Estos enclaves piratas pueden ser considerados como sociedades "protoanarquistas", ya que funcionaban en un sistema sin gobierno, y se guiaban por la libertad.

## Lista de ejemplos
- Libertalia
- San Francisco de Campeche
- San Andrés (Santa Cruz de Tenerife)
- Isla de Borneo
- Joló
- Isla de Tórtola
- Isla de la Tortuga
- Port Royal
- Ciudad amurallada de Kowloon
- Eyl